# When Love Calls Your Name
When Love Calls Your Name è un brano musicale della cantante albanese Elhaida Dani, scritto da Riccardo Cocciante e Roxanne Seeman. Il brano è stato pubblicato nel 2013 dopo la partecipazione dell'artista a The Voice of Italy.
When Love Calls Your Name è un brano musicale interpretato dalla cantante albanese Elhaida Dani, scritto da Riccardo Cocciante e Roxanne Seeman.
Dani ha eseguito il brano come concorrente di The Voice of Italy durante la puntata finale del 30 maggio 2013. Dopo essere stata annunciata vincitrice della competizione, Cocciante è salito sul palco insieme a lei per una nuova esibizione del brano. Una registrazione in studio del brano è stata pubblicata come singolo dalla Universal Music Italia, e successivamente inclusa nell’album omonimo di Dani.
Il 2 luglio 2013, la Universal Music Italia ha pubblicato un EP di sette brani di Dani, contenente sia la versione in studio che quella live di When Love Calls Your Name.
Il brano è la traccia numero 5 della compilation The Voice of Italy – The Originals, pubblicata dalla Universal Music il 30 maggio 2013.

## Descrizione
Originaria di Tirana, in Albania, Elhaida Dani aveva già vinto i concorsi canori Star Academy Albania, Top Fest e Festivali i Këngës. A 19 anni si è presentata alle audizioni di The Voice of Italy, entrando a far parte del Team Cocciante. Per la puntata finale, Cocciante le ha assegnato il brano When Love Calls Your Name, che Dani ha eseguito vincendo la prima edizione del programma con oltre il 70% dei voti. Un videoclip della sessione di registrazione del brano, con Elhaida Dani e Riccardo Cocciante, è stato pubblicato sul sito della Rai, mentre il singolo è stato reso disponibile su iTunes Italia per il pubblico votante.

## Altre versioni
Zendee Rose Tenerefe, nota semplicemente come "Zendee", è una cantante filippina divenuta nota grazie a un video virale su YouTube in cui interpretava I Will Always Love You di Whitney Houston in versione karaoke. Ha inciso When Love Calls Your Name nel suo album Z, pubblicato dalla MCA Music (Universal Philippines) il 7 agosto 2015.

## Tracce
- Download digitale

1. When Love Calls Your Name – 3:42